# Das bucklige Pferdchen (Ballett)

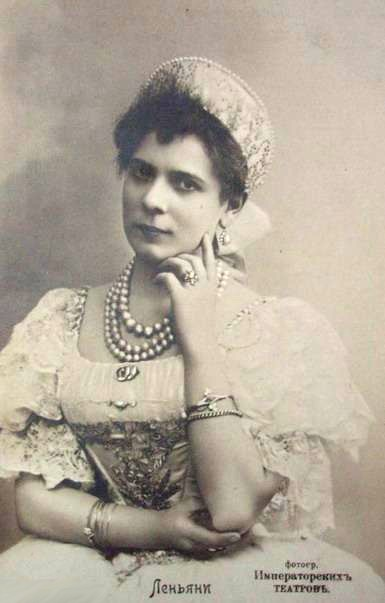
Pierina Legnani als Zarenmädchen in Das bucklige Pferdchen, Sankt Petersburg, 1895

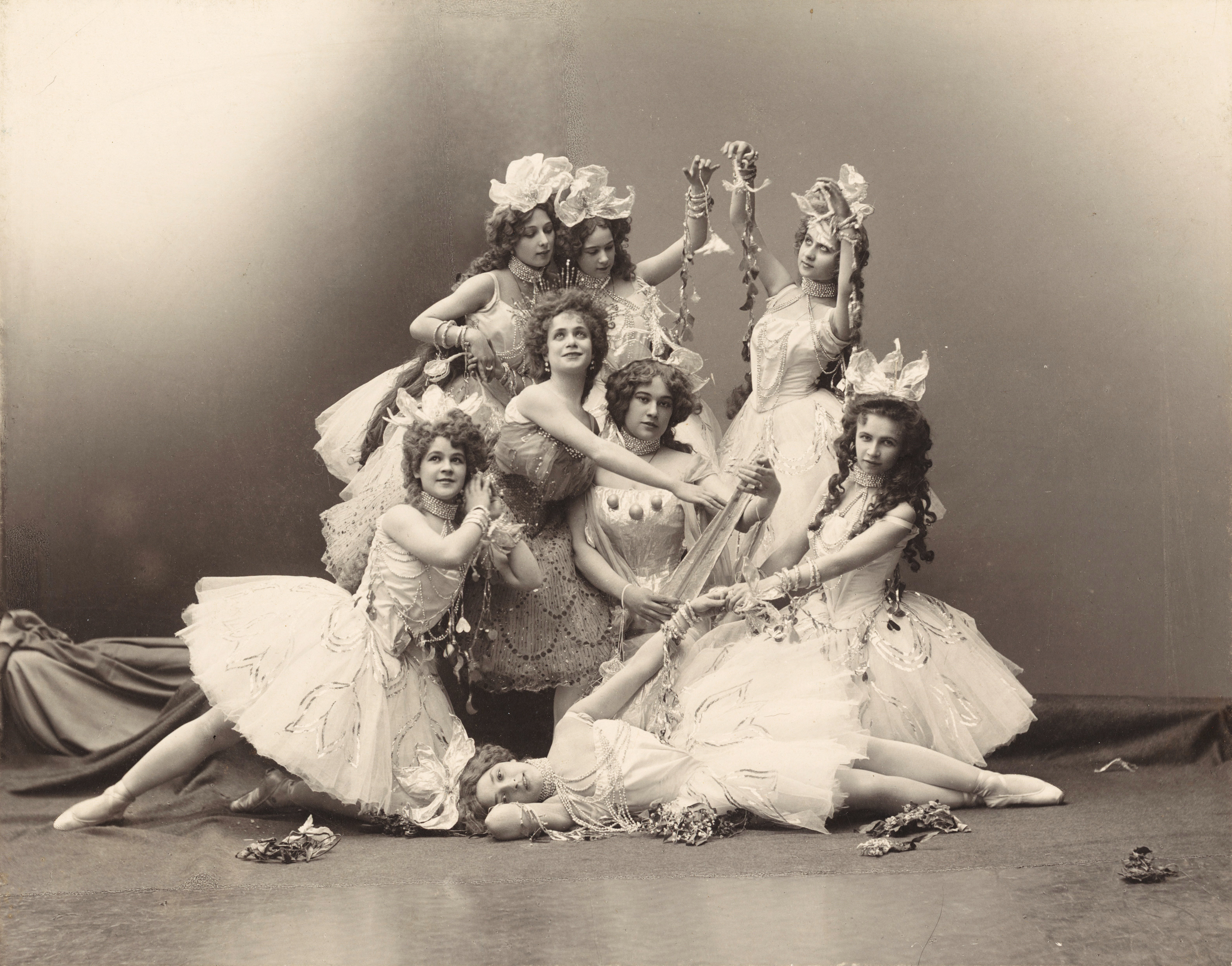
Tänzerinnen der Unterwasserszene in Das bucklige Pferdchen, Sankt Petersburg, 1895

Das bucklige Pferdchen oder Das Zarenmädchen (russisch: Конёк-Горбунок, или Царь-девица („Konjok Gorbunok ili Tsar-Dewitsa“); französisch: Le Petit Cheval bossu ou la Fille-tsar; englisch: The Little Humpbacked Horse) ist ein großes Ballett (Grand Ballet) in vier Akten von Arthur Saint-Léon und Cesare Pugni, das 1864 in Sankt Petersburg uraufgeführt wurde. Das Libretto basiert auf dem gleichnamigen russischen Märchen von Pjotr Jerschow und war damit das erste originär „russische Ballett“ der Geschichte.
Marius Petipa brachte 1895 eine überarbeitete choreografische Version von Das bucklige Pferdchen heraus, und das Ballett blieb bis in die 1960er Jahre im Repertoire russischer Ballettkompanien. Ausschnitte aus dem Ballett werden bis heute auf Galas getanzt.
1960 schufen der Choreograf Alexander Radunski und der Komponist Rodion Schtschedrin ein neues Ballett über dasselbe Thema.

## Inhalt
Das Ballett handelt von dem jungen Iwanuschka, der vom Khan scheinbar unerfüllbare Aufgaben gestellt bekommt. Ein buckliges Pferdchen mit Zauberkräften hilft Iwanuschka dabei. Zu diesen Aufgaben gehört auch die Entführung des wunderschönen Zarenmädchens, die der Khan unbedingt heiraten will. Aber das Zarenmädchen verliebt sich stattdessen in Iwanuschka, und ersinnt einen Plan, wie sie der Hochzeit mit dem alten Khan entgehen kann. Iwanuschka gelangt bei seinen Abenteuern und dank seines Pferdchens unter anderem in ein „Feenreich mit einer Fontäne und lieblichen Wesen, die einen Walzer tanzen“, und auf der Suche nach dem Ring des Zarenmädchens taucht er bis auf den Grund des Ozeans (berühmte „Unterwasserszene“). Iwanuschka und sein buckliges Pferdchen überwinden alle Hindernisse. Am Ende heiratet er das Zarenmädchen und wird selber Zar. In einem großen Fest machen dem Paar die Völker ihres Reiches ihre Aufwartung: Kosacken, Karelier, Malo-Russen, Letten, Tataren, Persier, Samojeden und viele andere.

## Aufführungsgeschichte

### Entstehung und Uraufführung

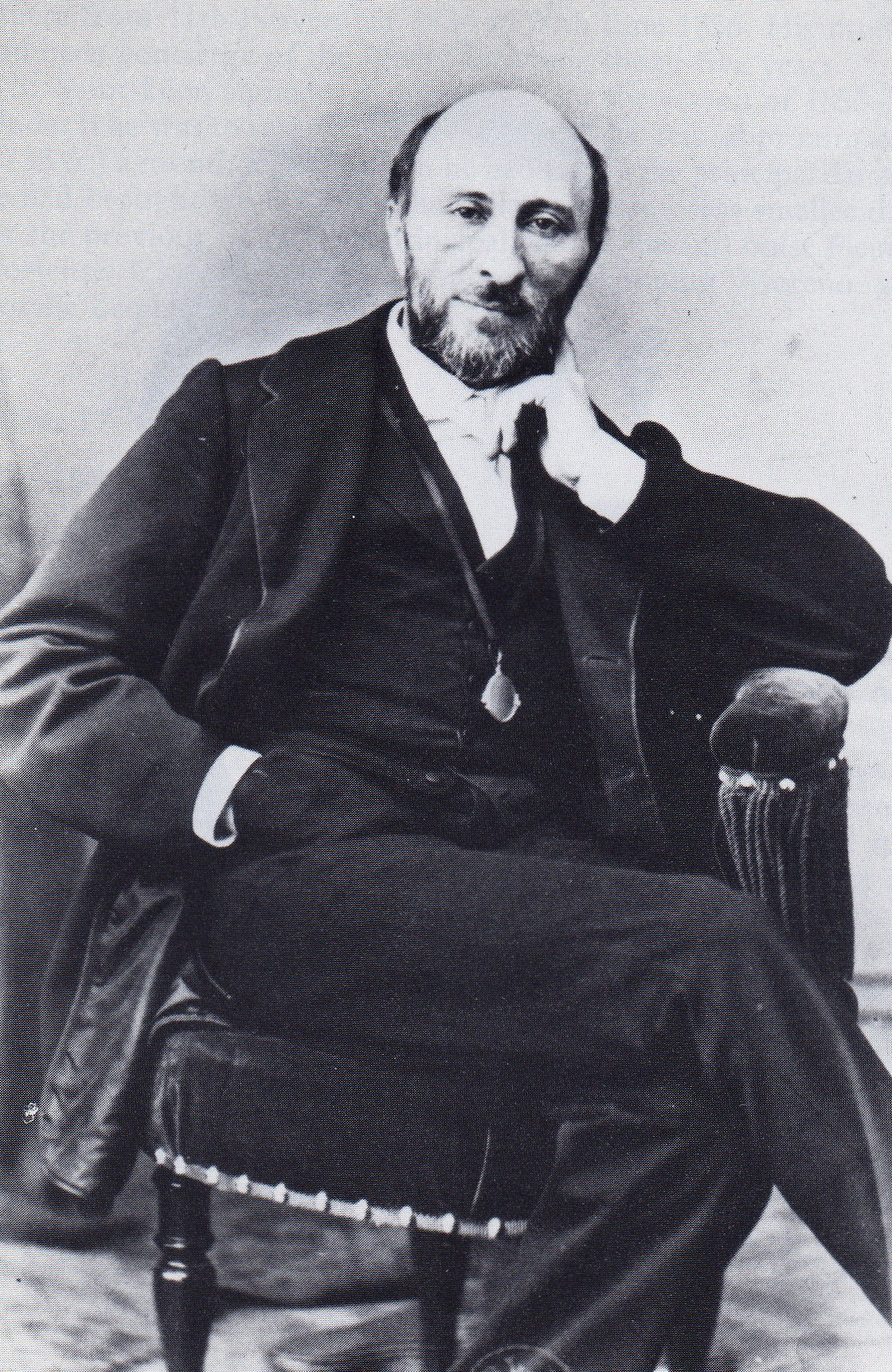
Arthur Saint-Leon, um 1865

Das Ballett entstand nur kurz nach der Aufhebung der Leibeigenschaft (1861) durch Zar Alexander II. und wird manchmal in Zusammenhang mit der damaligen politischen Stimmung in Russland und dem Erstarken eines russischen Nationalbewusstseins gesehen. Jerschows berühmtes Märchen musste zuvor für Saint-Léon, der nicht genug oder kein Russisch verstand, übersetzt werden; diese Aufgabe übernahm Eduard Naprawnik, der im gleichen Jahr zum stellvertretenden Direktor der kaiserlichen Theater ernannt worden war. Saint-Léon selber verfasste das Libretto, das nach einigen Änderungen von der Zensur akzeptiert wurde. Die Entscheidung, den Zaren des Originalmärchens für das Ballett in einen Khan zu verwandeln, wurde sehr wahrscheinlich wegen der Zensur getroffen (wurde aber später manchmal kritisiert).

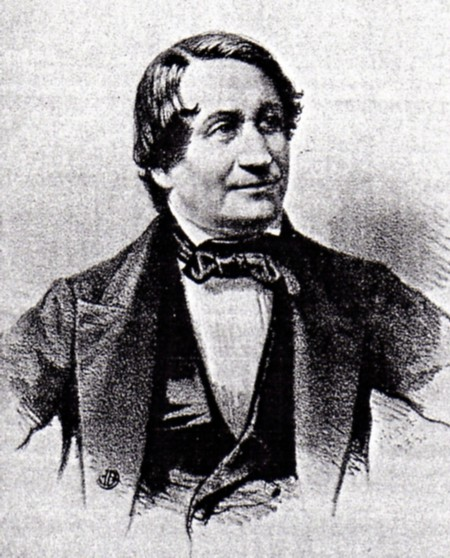
Cesare Pugni, um 1860

Cesare Pugni – der eine „Zweitfamilie“ mit einer russischen Geliebten hatte und 1862 für die Unterwasserszene in La Fille du Pharaon bereits einen russischen Tanz komponiert hatte – bemühte sich, seiner Partitur eine gewisse russische Färbung zu geben. In der Entr’acte zum 3. Akt spielte er auf das Thema von Michail Glinkas berühmter Romanze „Allodola“ an, und in einer Dance de charactère (Nr. 12) verwendete er die beliebten russischen Lieder „Solovuško“ („Nachtigall“) und „Na ulice mostovoj“ („Auf dem Weg“). Im abschließenden Divertissement ließen Saint-Léon und Pugni stellvertretend 22 (!) verschiedene Völker des Russischen Reiches mit entsprechenden Tänzen auftreten.
Die Hauptrolle des Iwanuschka sollte ursprünglich der berühmte Charaktertänzer Timofei Stulkolkin tanzen, der sich jedoch ein Bein brach und die Rolle an Nikolai Troitsky abgeben musste. In der Weltpremiere am 15. Dezember/3. Dezember 1864 im kaiserlichen Bolshoi Kamenny Theater in Sankt Petersburg tanzten außerdem Marfa Murawiewa als Zarenmädchen und Maria Sokolowa als Königin der Najaden. Das Ballett war ein enormer Erfolg und blieb auch nach Saint-Léons Entlassung (1869) im Repertoire des russischen kaiserlichen Balletts. In der Originalfassung wurde es zuletzt 1885 mit Ewgenia Sokolowa als Zarenmädchen aufgeführt.

### Marius Petipa

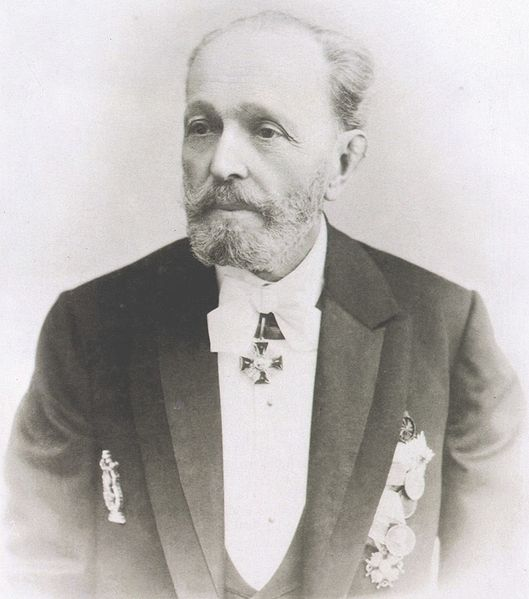
Marius Petipa, 1898

Marius Petipa brachte zehn Jahre später für die virtuose italienische Ballerina Pierina Legnani eine neue revidierte Version von Das bucklige Pferdchen heraus, unter dem neuen Titel Das Zarenmädchen. In der Premiere am 18. Dezember/6. Dezember 1895 im Mariinski-Theater in Sankt Petersburg tanzten Alexander Shiryaev – ein Enkel des Komponisten Pugni – als Iwanuschka, Pierina Legnani als Zarenmädchen, Felix Kschessinsky als Khan und Anna Johansson als Königin der Najaden. Für Petipas Version komponierte Riccardo Drigo einen neuen Walzer und eine Variation für die Legnani in der Nereiden-Szene. Auch in Petipas Version war das Ballett weiterhin ein Riesenerfolg.
Die Rolle des Zarenmädchens wurde später von anderen berühmten Ballerinen wie Matilda Kschessinskaja, Olga Preobraschenskaja, Vera Trefilova, Julia Sedowa und Tamara Karsawina getanzt. Anna Pawlowa hatte die Rolle selber nicht in ihrem Repertoire, erntete aber begeisterten Applaus, als sie zusammen mit Pawel Gerdt den sogenannten Ural-Kosacken-Tanz aus dem Ballett tanzte.

### Spätere Versionen
Alexander Gorsky brachte Das bucklige Pferdchen 1901 am Bolschoi-Theater in Moskau heraus, dabei verwendete er auch einen von Tschaikowski für Schwanensee (1877) nachkomponierten Russischen Tanz, der damals sonst gar nicht mehr aufgeführt wurde.
 
Gorsky kreierte auch 1912 eine Neufassung des Balletts für das Kaiserliche Ballett in Sankt Petersburg.
Nach der Russischen Revolution kam Das bucklige Pferdchen in den 1920er Jahren bei Sowjet-Ideologen ziemlich schlecht weg und wurde mit einem „D“ markiert (Werke mit einem „E“ wurden sofort aus dem Repertoire verbannt). Trotzdem überlebte es und wurde auch von anderen Kompanien in Russland noch jahrzehntelang aufgeführt.
Gorskys Version des Balletts wurde 1945 von Fjodor Lopuchow mit dem Kirow/Mariinski-Ballett wieder herausgebracht und erlebte in dieser Form 1965 seine letzten Aufführungen mit Ninel Kurgapkina in der weiblichen Hauptrolle. Eine gekürzte Fassung der Gorski-Lopuchow-Version wurde in den 1980er Jahren von Kurgapkina für das Kirow/Mariinski-Ballett und die Waganowa-Akademie einstudiert; davon wurde auch ein Film gemacht, der aber nur in Russland vertrieben wurde.
2008 brachte Yuri Burlaka die Unterwasser-Szene aus Pugnis Das bucklige Pferdchen für die Gala The Golden Age of Russian Ballet auf die Bühne, für die Staatliche Ballettschule von Chelyabinsk. Die Unterwasser-Szene wurde auch 2019 von Nikolai Tsiskaridze für eine Aufführung der Waganowa-Akademie einstudiert.

### Historische Tanzpartituren
In der Sergeyev Collection der Harvard University befindet sich eine Tanzpartitur (nach der Stepanow Methode) von Das bucklige Pferdchen, die in erster Linie auf Gorskis Version für das kaiserliche Ballett von 1912 zurückgeht. Einige Passagen wurden jedoch schon 1904 aufgeschrieben, darunter der heute noch bekannte Tanz „Beseelte Fresken“.

## Rezeption
Als das erste „russische Ballett“ ist Pugnis und Saint-Léons Das bucklige Pferdchen in die Musik- und Tanzgeschichte eingegangen. Trotz des großen Erfolgs beim Publikum war es aber von Anfang an auch Zielscheibe der Kritik russischer Nationalisten, wie Michail Ewgrafowitsch Saltykow-Schtschedrin und Nikolai Alexejewitsch Nekrassow, die ohnehin überhaupt kein Verständnis für das Ballett im Allgemeinen hatten, weil sie es als völlig unrussische Kunstform ansahen. Aber auch spätere Kritiker konnten es nicht verschmerzen, dass ausgerechnet zwei Ausländer das erste russische Ballett geschaffen hatten und verkannten dabei oft die historische Situation, in der das Werk entstand. So warfen die sowjetischen Balletthistoriker Juri Alexejewitsch Bachruschin und Krasowskaja in ihren 1977 und 1978 erschienenen Büchern über die Geschichte des russischen Balletts dem Komponisten Pugni vor, dass seine Musik nicht russisch genug sei. Eine beliebte Zielscheibe von Spott und Kritik war eine sogenannte Dance uralienne („Uralischer Tanz“) im Finale, weil es im Ural nicht nur ein, sondern viele verschiedene Völker, gibt.

## Bekannte Passagen
Obwohl das Ballett von Pugni und Saint-Léon jahrzehntelang nicht mehr als Ganzes aufgeführt wurde (Stand 2020), haben einige Stücke daraus unabhängig überlebt und werden noch regelmäßig getanzt, besonders auf Galas:
- Der Pas de quatre „Beseelte Fresken“ (engl.: „Animated Frescoes“) für vier Tänzerinnen zur Musik von Pugni.[2]
- Der Pas de trois „Ozean und Perlen“ (engl.: „Ocean and Pearls“). Dieser gehörte nicht zur Urfassung von Pugni und Saint-Léon, sondern wurde von Alexander Gorski für die Unterwasserszene geschaffen. Es handelt sich um einen Pas de trois für den Wassergott und zwei Perlen, der zum ersten Mal 1901 in Moskau aufgeführt wurde. Die Musik wird von manchen Autoren Riccardo Drigo zugeschrieben, andere meinen sie wäre von Andrej Fëdorovitsch Arends (Stand 2021).[3][2]
- Eine Variation für Pierina Legnani als Zarenmädchen, zu der Riccardo Drigo 1895 die Musik komponierte, wurde 1903 von Matilda Kschessinskaja „usurpiert“ (die Rechte an dieser Variation gehörten traditionell eigentlich der Legnani !), die sie in Aufführungen der Puppenfee tanzte.[8] Später wurde das Stück von Agrippina Waganowa für Natalia Dudinskaja als Variation der Dulcinea in die Traumszene von Don Quixote eingeschoben (in der Version des Mariinski-Balletts). Dieselbe Variation wird von der Waganowa-Akademie auch manchmal in Minkus’ Grand Pas Classique für Paquita verwendet.[8]